# Boquilla (fumar)

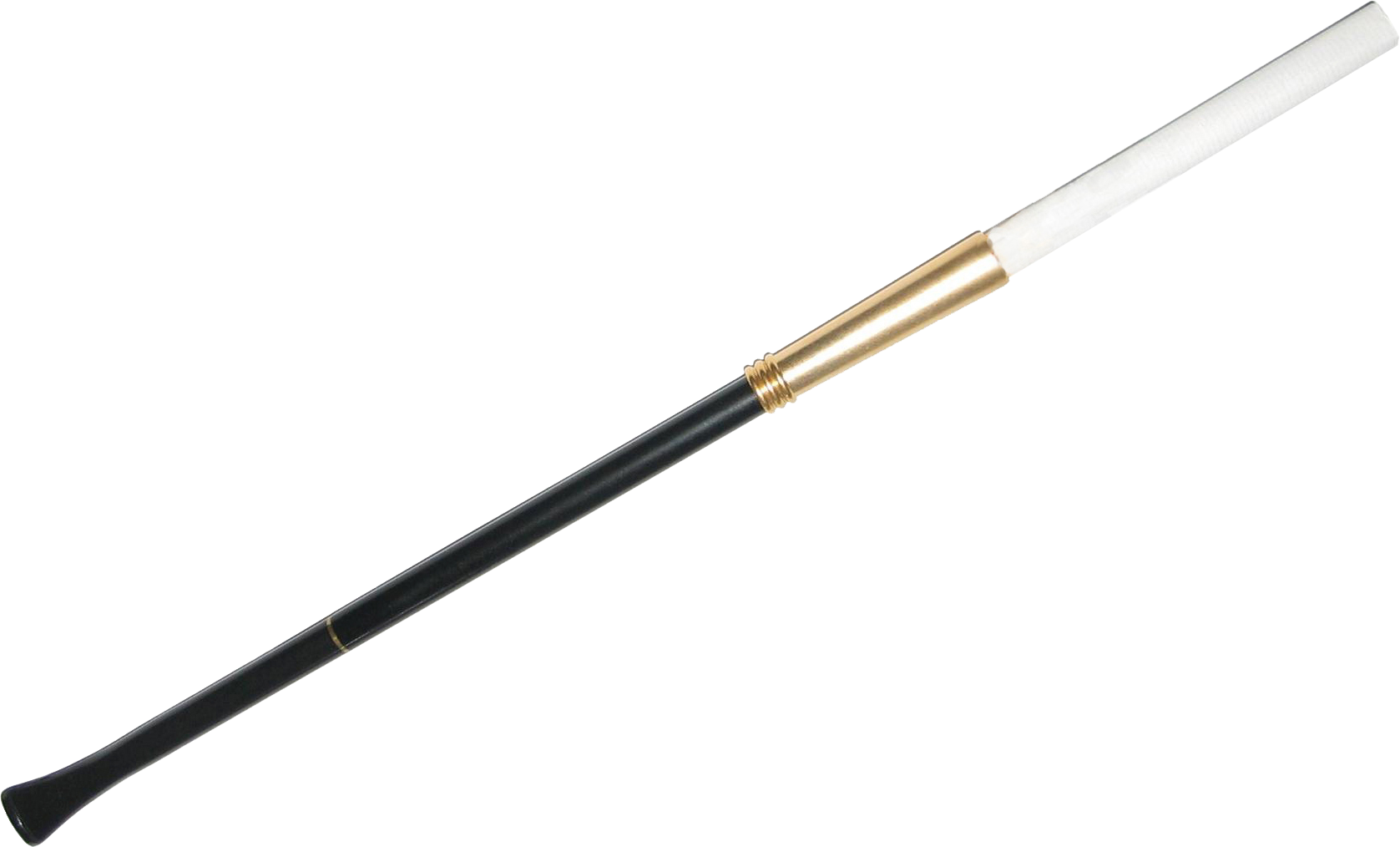
Una boquilla larga con un cigarrillo.

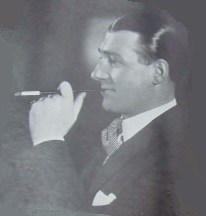
William Fawcett.

Una boquilla es un tubo en el que por un extremo se coloca un cigarrillo, y que por el otro cambia de forma para adaptarse a los labios. Las boquillas o filtros para cigarrillos de cannabis son coloquialmente llamadas cartajas.
Muchas boquillas presentan un sistema retráctil con muelle similar al de los bolígrafos de "clic" que permite la liberación automática del cigarrillo una vez fumado sin falta de tocarlo con los dedos. Con ello, además de glamour, uno de los fines buscados, se consigue que los dedos no huelan a tabaco. A tenor de esta última reflexión cabe mencionar el uso práctico de las boquillas en cuanto a la reducción de la transferencia de sustancias del tabaco a dedos y labios. La transmisión del olor y el "amarilleado" del tabaco en dedos y bigotes de grandes fumadores se ve claramente reducido pues parte de las breas se quedan en la boquilla.
Las boquillas largas formaron parte de la moda femenina desde los años 20 hasta principios de los años 60, y siguen siendo utilizadas en la moda japonesa. 
Louise Brooks, Marlene Dietrich y Rita Hayworth fueron algunas de las actrices que las usaban con frecuencia.
Las cortas son más propias de caballeros destacando los diseños discretos de marfil o con acabados plateados. Algunos de los más famosos fumadores de cigarrillos con boquilla fueron el cantante Willy DeVille, el escritor y diplomático Rodolfo Usigli, y el botánico William Fawcett.
Pueden verse personajes fumando con boquillas en películas como El último cuplé, Breakfast at Tiffany's, 101 dálmatas, entre muchas otras, y en series animadas como La pantera rosa. Asimismo, en las esculturas de personas y animales fumadores de fantasía glam, más conocidas como Tom´s Drag, del artista Thomas Hoffman (Tom´s Company) es habitual la presencia de boquillas. El personaje de DC Comics y villano de Batman, El Pingüino, también suele ser representado a menudo portando y fumando una boquilla.